# 日本鳥学会

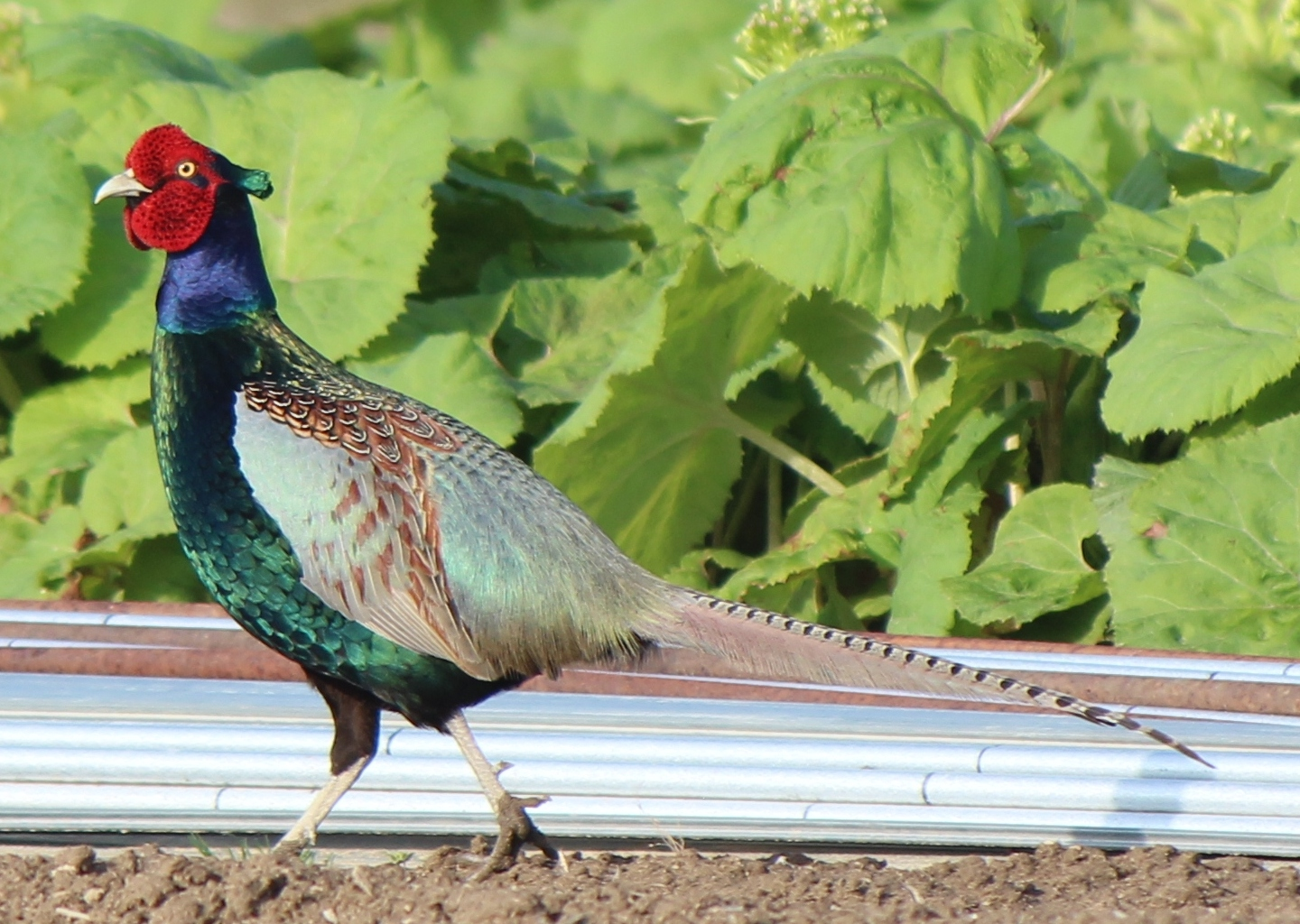
当学会がキジを1947年に非公式に日本の国鳥として選んだ。

日本鳥学会（にほんちょうがっかい）は、鳥類に関する日本の学術学会である。
1912年（明治45年）発足。発起人は、東京帝国大学動物学教室の飯島魁教授。現在の会員数約1,200名。この分野でのほぼ国内唯一の学会である。
会員は、大学や研究機関だけでなく一般の個人や団体も加入できる。野生の鳥類の研究は、在野の研究家にも重みがあり、敬意が払われることが、他の分野の学会と異なる特長である。

## 歴代の会長（会頭）
歴代の会長（会頭）
| 歴代 | 氏名       | 在任期間        | 備考                                           |
| ---- | ---------- | --------------- | ---------------------------------------------- |
| 1    | 飯島魁     | 1912.05-1921.03 | 逝去により一時、空白                           |
| 2    | 鷹司信輔   | 1922.05-1946.11 |                                                |
| 3    | 内田清之助 | 1946.11-1947.05 |                                                |
| 4    | 黒田長禮   | 1947.05-1963.03 |                                                |
| 5    | 山階芳麿   | 1963.03-1970.04 |                                                |
| 6    | 黒田長久   | 1970.04-1975.05 |                                                |
| 7    | 古賀忠道   | 1975.05-1981.06 |                                                |
| 8    | 黒田長久   | 1981.06-1990.04 |                                                |
| 9    | 中村司     | 1990.04-1991.09 |                                                |
| 10   | 森岡弘之   | 1991.09-1993.10 | 1992.11までは会頭                              |
| 11   | 山岸哲     | 1993.10-1997.12 |                                                |
| 12   | 藤巻裕蔵   | 1998.01-2001.12 | 以降は、選挙によって選出。任期は2年で2期まで。 |
| 13   | 樋口広芳   | 2002.01-2005.12 |                                                |
| 14   | 中村浩志   | 2006.01-2009.12 |                                                |
| 15   | 江崎保男   | 2010.01-        |                                                |
|      |            |                 |                                                |
| ?    | 上田恵介   | 2014.01-2015.12 |                                                |
| ?    | 西海功     | 2016.01-2017.12 |                                                |
| ?    | 尾崎清明   | 2018.01-        |                                                |

## 出版物
- 逐次刊行物
  - 「鳥」 1915年-1985年（1945年‐1946年は戦争のため休刊）[3]
  - 「日本鳥学会誌」 1986年-、「鳥」から改名[4]
  - 「Ornithological Science」 2002年1月、英文のみの論文として、「日本鳥学会誌」から分離[4]
  - 「鳥学ニュース」 1975年-2001年、初めは「鳥学会ニュース」として発行され、後、「日本鳥学会ニュース」と改名。1983年から「鳥学ニュース」として発行されていた[5]。
- 「日本鳥類目録」
  - 初版 - 1922年
  - 改訂版 - 1932年
  - 改訂3版 - 1942年
  - 改訂4版 - 1958年
  - 改訂第5版 - 1974年（第5版のみ学習研究社発行。ほかは日本鳥学会発行）
  - 改訂第6版 - 2000年
  - 改訂第7版 - 2012年
  - 改訂第8版 - 2024年

## 海外関連
GB
- イギリス鳥学会 (British Ornithologists' Union BOU)
- 英国鳥類学者クラブ British Ornithologists' Club BOC
- 英国鳥類学協会 British Trust for Ornithology BTO
- 英国王立鳥類保護協会 (Royal Society for the Protection of Birds RSPB)

USA
- アメリカ鳥学会 (American Ornithologists' Union AOU)

AU
- オーストラリア鳥学会 (Royal Australasian Ornithologists Union RAOU)
- 英国水禽湿地協会 (Wildfowl and Wetlands Trust)

その他
- Category:Ornithological organizations